# Chacras de Coria
Chacras de Coria est une localité argentine située dans le département de Luján de Cuyo, province de Mendoza.

## Toponymie
La localité de Chacras de Coria doit son nom au fait que, dans l'Antiquité, les terres appartenaient à la famille Coria. L'une des filles, Victorina Coria, avait l'habitude de dire que les gens appelaient ces lieux La Chacra de los Coria, un nom qui a persisté malgré le fait que leurs descendants aient vendu leurs terres.

## Infrastructures
Cette région concentre un nombre singulier de caves ouvertes au tourisme et un nombre important de musées, de sites historiques et possède également une bibliothèque populaire homonyme, créée par la communauté il y a plus de 25 ans et reconnue par le CONABIP. Ces dernières années, un centre gastronomique d'une grande variété s'est développé.
Les quartiers environnants de Luján de Cuyo, en plus d'être le cœur du circuit des routes du vin, offrent également des attractions telles que le musée Emiliano Guiñazú - Casa de Fader. La frange sud du département de Godoy Cruz est à proximité.

## Sismologie
La sismicité de la région de Cuyo (centre-ouest de l'Argentine) est fréquente et de très forte intensité, avec un silence sismique de séismes moyens à graves tous les 20 ans.
- Séisme de 1861 : bien que de telles activités géologiques catastrophiques se soient produites depuis la préhistoire, le tremblement de terre du 20 mars 1861, qui a fait 12 000 morts, a marqué une étape importante dans l'histoire des événements sismiques en Argentine, car il s'agit du plus fort tremblement de terre enregistré et documenté dans le pays. Depuis lors, les gouvernements successifs de Mendoza et des municipalités ont fait preuve d'une extrême prudence et ont restreint les codes de construction[4]. Avec le séisme de San Juan du 15 janvier 1944, les gouvernements ont pris conscience de l'énorme gravité chronique des séismes dans la région.
- Séisme de 1920 : d'une intensité de 6,8 sur l'échelle de Richter, il a détruit une partie de ses bâtiments et ouvert de nombreuses fissures dans la région. On dénombre 250 décès dus à la destruction de maisons en adobe[5].
- Séisme de 1929 dans le sud de Mendoza : très grave, et parce qu'aucune mesure préventive n'avait été élaborée, alors que neuf années seulement s'étaient écoulées depuis le précédent, il a tué 30 habitants en raison de l'effondrement de maisons en adobe.
- Séisme de 1985 : un autre épisode grave[6], d'une durée de 9 secondes, qui a entraîné l'effondrement de l'ancien Hospital del Carmen à Godoy Cruz.

## Religion
| Archidiocèse | Mendoza                             |
| ------------ | ----------------------------------- |
| Paroisses    | Nuestra Señora del Perpetuo Socorro |